# Cầu Vân Đồn
Cầu Vân Đồn là tên của ba cây cầu bắc qua lạch biển Cửa Ông trên tuyến đường tỉnh 334, nối liền phường Cửa Ông thuộc thành phố Cẩm Phả với đảo Cái Bầu thuộc huyện đảo Vân Đồn, tỉnh Quảng Ninh, Việt Nam, bao gồm:
- Cầu Vân Đồn 1 nối liền phường Cửa Ông với đảo Cặp Tiên ngoài
- Cầu Vân Đồn 2 nối liền đảo Cặp Tiên ngoài với đảo Cặp Tiên trong
- Cầu Vân Đồn 3 nối liền đảo Cặp Tiên trong với đảo Cái Bầu

Cả ba cầu đều có chiều rộng 12 m. Tổng chiều dài của ba cầu (không kể đường nối giữa các cầu) là 958 m, trong đó cầu dài nhất là cầu Vân Đồn 1 với chiều dài 490,35 m.
Công trình được khởi công xây dựng năm 2002 và đưa vào sử dụng từ năm 2006.